# فرودگاه بین‌المللی ریو برانکو
فرودگاه بین‌المللی ریو برانکو (به انگلیسی: Rio Branco International Airport) (به زبان بومی: Aeroporto Internacional de Rio Branco-Plácido de Castro) یک فرودگاه همگانی مسافربری با کد یاتا RBR است که یک باند فرود آسفالت دارد و طول باند آن ۲۱۵۸ متر است. این فرودگاه در کشور اکوادور قرار دارد و در ارتفاع ۲۷ متری از سطح دریا واقع شده است.

## شرکت‌های هواپیمایی و مقصدهای پروازی
| شرکت‌های هواپیمایی     | مقصدهای پروازی                                                                                     |
| --------------------- | -------------------------------------------------------------------------------------------------- |
| گول ایر ترنسپورت      | ول د کائس، برازیلیا، کروزیرو دو سول، پینتو مارتینز، پورتو وییو، ادواردو گومز، سائو پائولو گوارولوس |
| تام ایرلاینز          | برازیلیا، پورتو وییو                                                                               |
| Rio Branco Aerotaxi a | Feijó، Tarauacá                                                                                    |

a.^  Air taxi company operating regular charter flights.